# Lois antisocialistes
Lire en ligne

(de) Texte historique

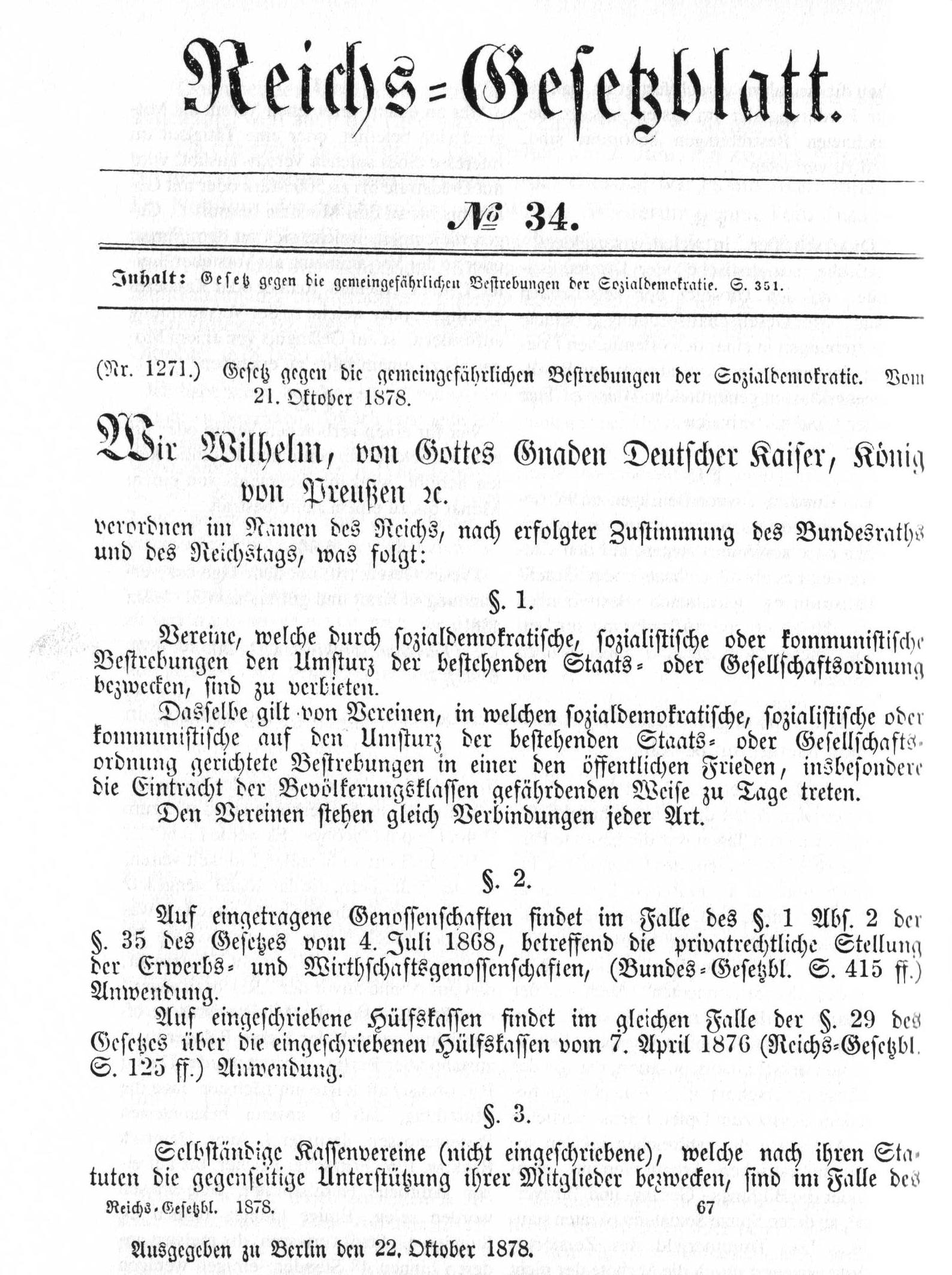
Loi dans le journal officiel allemand.

Les lois antisocialistes ou plus littéralement lois socialistes (Sozialistengesetz en allemand) sont une série de textes législatifs dirigés contre les sociaux-démocrates dans l'Empire allemand. La première loi est constituée de 30 paragraphes. Elle est ensuite modifiée et republiée de manière annuelle d'où l'usage du pluriel pour désigner cet ensemble de textes. Elle est votée au Reichstag le 19 octobre 1878 par une majorité constituée des conservateurs et de la plupart des nationaux-libéraux. Le Bundesrat la vote deux jours plus tard. L'Empereur Guillaume Ier promulgue la loi, qui passe au journal officiel le 22 octobre. Elle est par la suite prorogée à 4 reprises jusqu'au 30 septembre 1890.
La loi interdit les organisations socialistes et sociales-démocrates, ainsi que toutes leurs activités au sein de l'Empire allemand. Les partis politiques sont également interdits.
Les personnalités politiques sociales-démocrates peuvent se présenter aux élections mais en tant que candidats indépendants. Les parlementaires élus forment cependant des groupes parlementaires non officiels au Reichstag et dans d'autres parlements régionaux.

## Contexte et vote
Les sociaux-démocrates sont organisés politiquement de manière antérieure à la loi. Ainsi l’Allgemeiner Deutscher Arbeiterverein (ADAV) a été fondé dès 1863, donc avant l'unité, par Ferdinand Lassalle, tandis que le Sozialdemokratische Arbeiterpartei (SDAP), marxiste et révolutionnaire, a été fondé en 1869 par Wilhelm Liebknecht et August Bebel. Les deux partis sont surtout divisés sur la question de la manière d'unifier l'Allemagne. Après la réalisation de celle-ci et la démission du président de l'ADAV Johann Baptist von Schweitzer, à la suite de la découverte de conversations secrètes entre lui et le gouvernement prussien pourtant conservateur et monarchiste, les différends s'apaisent ce qui rend possible la fusion en 1875 des deux partis à Gotha pour former le Parti socialiste ouvrier d'Allemagne (Sozialistische Arbeiterpartei Deutschlands, SAP), qui devient le SPD en 1890.

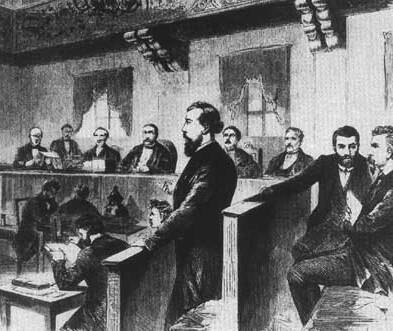
Wilhelm Liebknecht (au milieu debout au pupitre), August Bebel (à droite, qu'on voit de profil) et Adolf Hepner, derrière Bebel, lors du procès pour haute trahison de Leipzig du 11 au 26 mars 1872.

À l'époque la distinction entre socialisme et social-démocratie est ténue. Les deux pensées sont alors fortement inspirées par les théories philosophiques, politiques et économiques de Karl Marx et Friedrich Engels, tous deux exilés à Londres. Le SAPD a donc pour vocation de représenter les intérêts de la classe ouvrière dans la vie politique. Il tente d'améliorer les conditions de vie de cette dernière, mais a pour objectif avoué de renverser la structure sociale de la société afin de mettre fin à la domination d'une classe sur les autres.
Le chancelier impérial Otto von Bismarck, monarchiste, conservateur et de fait réservé par rapport à la démocratie, considère dès le départ le SAPD comme un « ennemi de l'Empire » et agit de manière répressive contre les sociaux-démocrates et les syndicats avant l'instauration des lois antisocialistes. Ainsi August Bebel et Wilhelm Liebknecht sont jugés en 1872 pour haute trahison à Leipzig après s'être exprimés contre la guerre franco-allemande de 1870 et avoir soutenu la Commune de Paris en 1871. Ils y sont condamnés à 2 ans de prison.

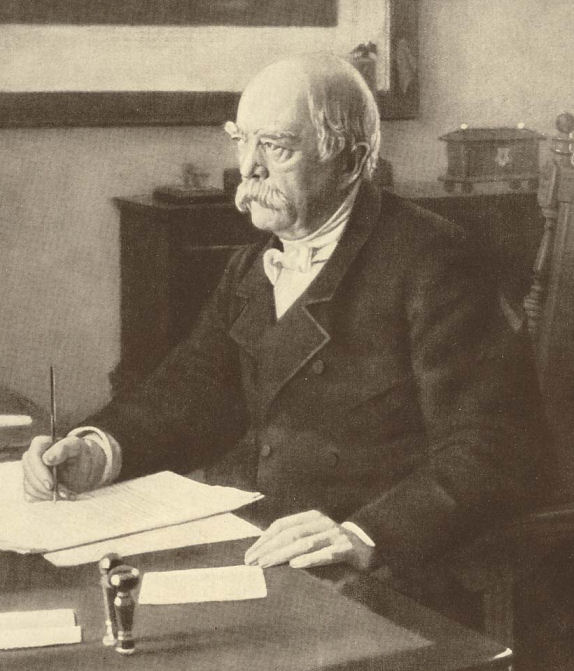
Otto von Bismarck est l'artisan des lois antisocialistes. Photo de 1886.

En 1878, deux tentatives d'attentat d'anarchistes échouent contre la personne de l'Empereur : commis le 11 mai par Max Hödel et le 2 juin par Karl Eduard Nobiling. Bismarck utilise alors ce prétexte pour faire voter des lois pour lutter contre la social-démocratie qui gagne du terrain dans la classe ouvrière. Il répand l'idée que les attentats ont été commandités par la social-démocratie, alors qu'Hödel a été exclu du parti peu avant sa tentative d'attentat et que Nobiling a été victime d'un accès de folie. Les motifs politiques derrière ces attentats et les liens avec la social-démocratie ne sont encore de nos jours pas démontrés.
En mai 1878, Bismarck fait une première proposition de loi, mais elle est rejetée par une large majorité,,
. Eugen Richter, du parti progressiste, justifie comme suit le refus de son parti de voter la loi :
« Monsieur le ministre peut bien dire : « Les moyens ne suffisent pas, il faut encore quelque chose pour combattre l'agitation » ; mais, Messieurs, au moment où vous interdisez le droit de parole à un parti, vous rendez en même temps la lutte contre ce parti impossible, du moins de manière efficace. Cela va certes le paralyser, pourtant nous devons être de l'avis que seule la voie de la persuasion peut entraver la progression de ce mouvement. Le reste n'est que peine perdue. Ce mouvement ne peut être vaincu qu'en utilisant les mêmes méthodes qu'il a utilisées pour lui-même progresser, les autres moyens n'atteindront pas leur but,, »
Le débat est houleux, les nationaux-libéraux sont divisés, ils se prononcent pour la loi avant tout à cause du second attentat contre l'Empereur dans lequel ce dernier a été gravement blessé. Bismarck décide de dissoudre l'assemblée et utilise cette peur des attentats pour mener une campagne électorale contre les sociaux-démocrates. Les nationaux-libéraux, au départ peu enclins à limiter la liberté politique, décident alors de laisser de côté leurs réserves afin d'assurer leur réélection.
Ainsi en automne après les nouvelles élections une nouvelle ébauche, encore plus sévère, est votée à 221 voix contre 149.

## Conséquences

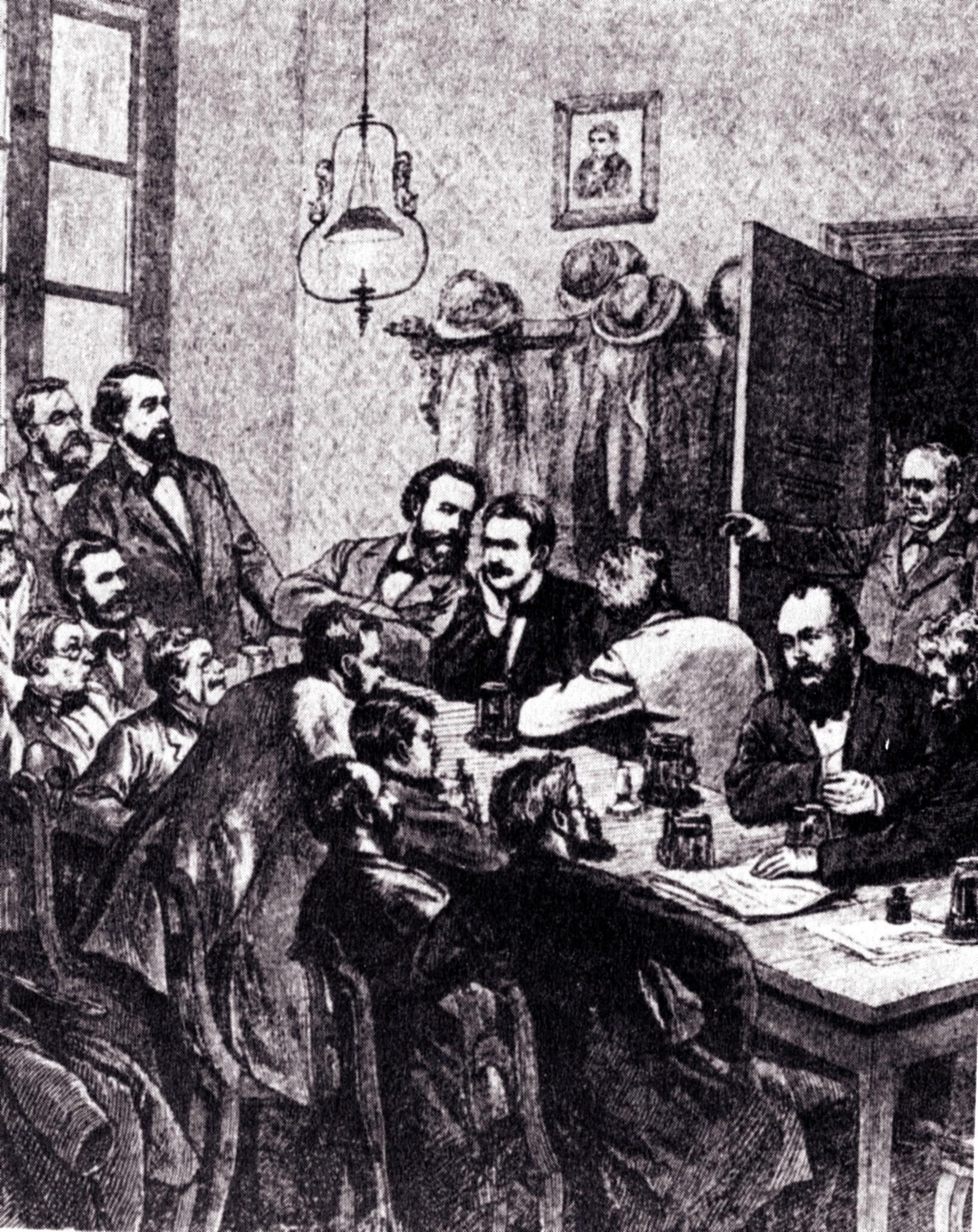
Dispersion d'une réunion sociale-démocrate en 1881. Les personnes représentées sont : Wilhelm Hasenclever assis à la table (à partir de la droite), Wilhelm Liebknecht debout devant la fenêtre et August Bebel qui est assis devant Liebknecht.

La loi prévue au départ pour une durée de deux ans et demi, mais prorogée à plusieurs reprises, interdit les rassemblements, les associations et les écrits sociaux-démocrates. Concrètement cela signifie que le SAP, ses associations affiliées et les syndicats sont interdits. Les infractions à la loi sont punies par des amendes et des emprisonnements. De nombreux hommes politiques socialistes décident d'échapper à la loi en partant en exil, la plupart vers la France, la Suisse et l'Angleterre. Parmi les exilés, on compte Clara Zetkin âgée alors de seulement 20 ans et future meneuse du mouvement féministe socialiste.
Les sociaux-démocrates peuvent cependant continuer à se porter candidat de manière individuelle. De fait, les groupes parlementaires sociaux-démocrates peuvent continuer à exister aussi bien au Reichstag que dans les parlements régionaux. Ainsi, au parlement fédéral  Wilhelm Liebknecht, August Bebel, Wilhelm Hasenclever et Wilhelm Hasselmann siègent déjà depuis 1874 pour le SAP. Toutefois, les députés ne peuvent pas défendre leurs idées en dehors de l'hémicycle sans prendre de risque sur le plan judiciaire. Le paragraphe 28 de la loi permet de condamner 797 sociaux-démocrates pour agitation. Ils n'ont plus le droit d'entrer dans certaines zones dont les bastions socialistes que sont Berlin, Leipzig, Hambourg et Francfort-sur-le-Main.
Les lois antisocialistes combattent les sociaux-démocrates qui sont qualifiés d'ennemis de l'Empire et empêchent durablement l'intégration des ouvriers et de la social-démocratie dans l'État et la société allemande. L'interdiction de rester dans les grandes villes et dans les usines pour les hommes politiques sociaux-démocrates conduit à solidariser le mouvement ouvrier, qui vote à partir de 1881 de manière unitaire pour le candidat non officiel du SAPD. Dans certaines régions, certaines associations sportives ouvrières ou d'amis de la nature servent de façade à des organisations ouvrières interdites.

Députés sociaux-démocrates éminents du temps des lois antisocialistes
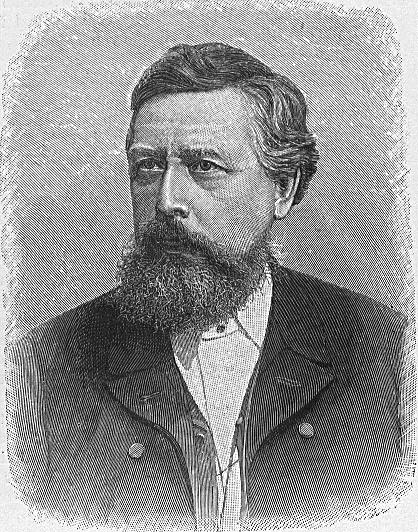
Wilhelm Liebknecht
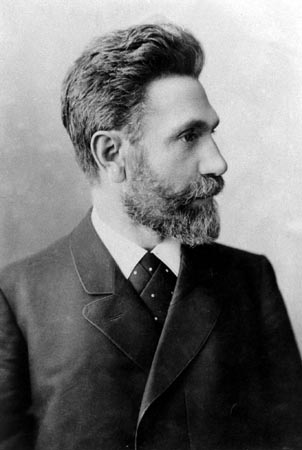
August Bebel
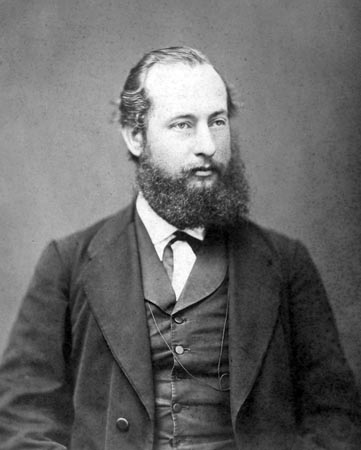
Wilhelm Hasenclever

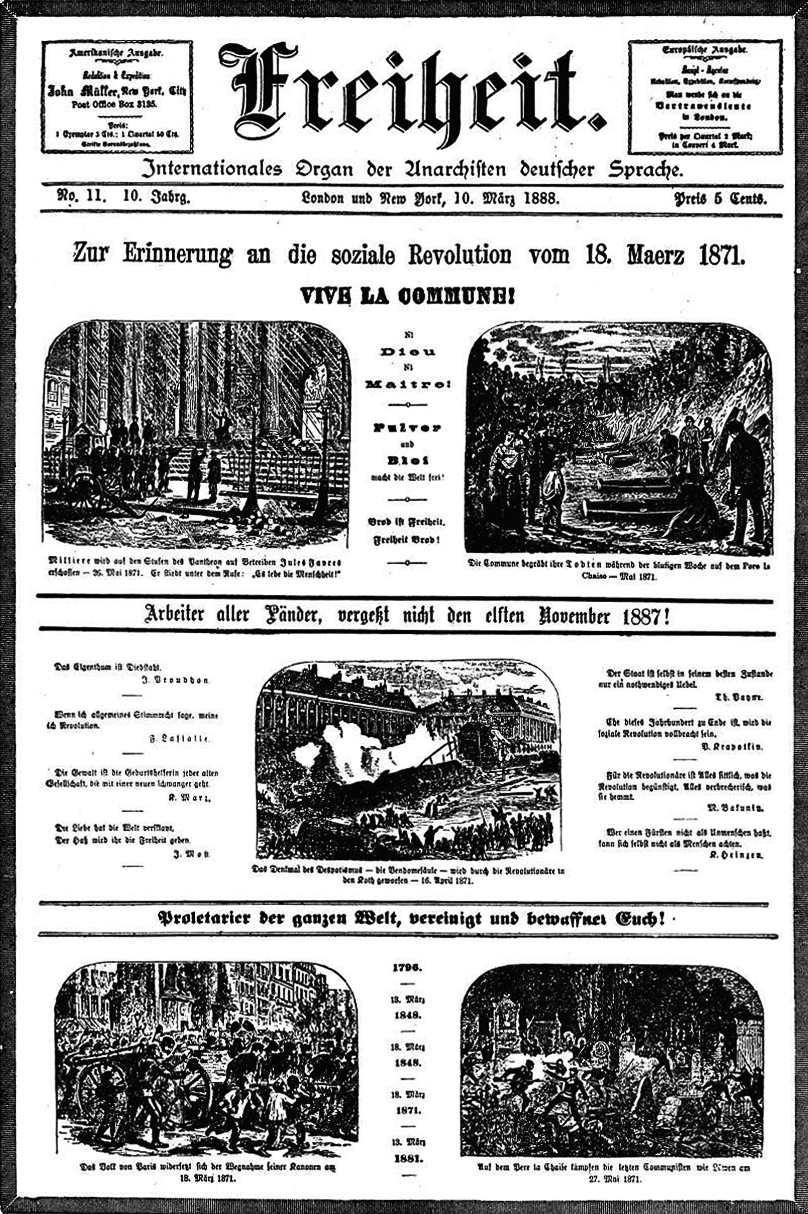
Couverture du journal social-démocrate Freiheit, paru d'abord en exil, puis à partir de 1880 le journal du parti anarchiste allemand.

Au sein de la social-démocratie, l'aile révolutionnaire de la gauche du mouvement se développe. Ainsi Johann Most, alors déjà en exil en Grande-Bretagne et le député au Reichstag Wilhelm Hasselmann mènent la résistance contre la répression administrative et utilisent parfois la violence. Ils accueillent ainsi de manière positive l'annonce de l'attentat commis par les socialistes révolutionnaires russes contre le Tsar Alexandre II. La direction du SAP considère toutefois que cela relève de l'anarchie et que ces actions sont incompatibles avec les objectifs de la social-démocratie. Ainsi Most et Hasselmann sont exclus du parti lors de son premier congrès, qui se tient en Suisse au château Wyden dans le canton de Zurich. Cette décision est surtout le fruit de la volonté d'Ignaz Auer et August Bebel. Hasselmann décide en 1881 de démissionner de son mandat de député et émigre aux États-Unis. En excluant ces deux figures de proue de l'anarchisme, les meneurs sociaux-démocrates espèrent éloigner l'aile sociale-révolutionnaire et rendre par là même inefficace la propagande antisocialiste menée par le gouvernement, les partis de la majorité et la presse.

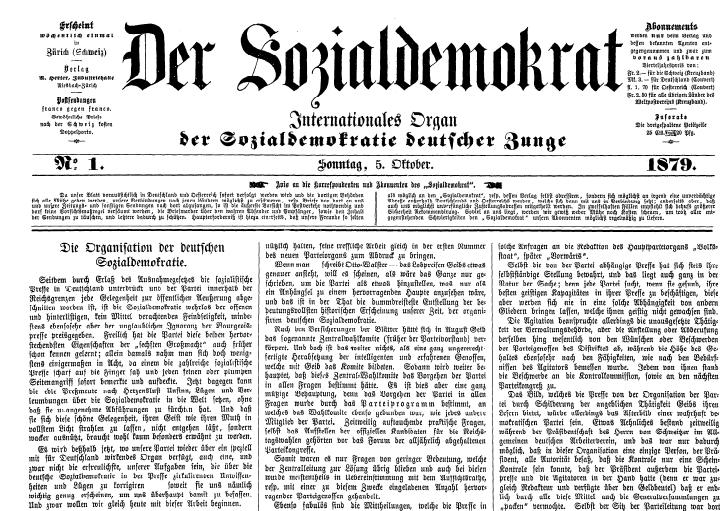
Premier numéro du Der Sozialdemokrat du 5 octobre 1879, qui devient le journal officiel des sociaux-démocrates en exil succédant ainsi au Freiheit.

Les candidats socialistes enregistrent encore des scores en hausse aux élections législatives. Par exemple en 1881 Karl Frohme est élu en plus des députés déjà présents, en 1884 c'est Paul Singer qui rejoint l'hémicycle. Après l'exclusion de Johann Most, son journal le Freiheit édité depuis Londres, perd son statut de journal officiel de la social-démocratie allemande et prend une tournure plus anarchiste. Le journal Der Sozialdemokrat, apparu en 1879, prend sa suite pour relayer les idées du parti et plus tard de l'Internationale socialiste alors même que les lois antisocialistes sont en vigueur. Il est en effet imprimé à Zurich par Paul Singer et distribué sous le manteau dans tout l'Empire. À partir de 1887, le lieu d'impression change pour se trouver à Londres.
Ayant appris de sa défaite contre l'Église catholique lors du Kulturkampf, une série de lois répressives contre les catholiques allemands, Bismarck décide cette fois d'associer à la répression un volet plus apaisant à ces lois. Il fait ainsi voter une série de lois sociales avec l'instauration d'un système d'assurance maladie et invalidité en Allemagne. Il espère ainsi de vaincre les sociaux-democrates sur leur terrain et endiguer leur progression.
Ce dernier objectif n'est cependant pas atteint. Le nombre de suffrages que reçoivent les sociaux-démocrates pendant la période des lois antisocialistes ne cessent en effet de croître : en 1881 ces candidats récoltent 311 961 voix, en 1884 549 990, en 1887 763 128 et enfin en 1890  la bagatelle de 1 427 000 voix. Cette dernière élection fait du parti, devenu entretemps SPD, celui ayant reçu le plus de suffrages dans l'Empire allemand pour la première fois.

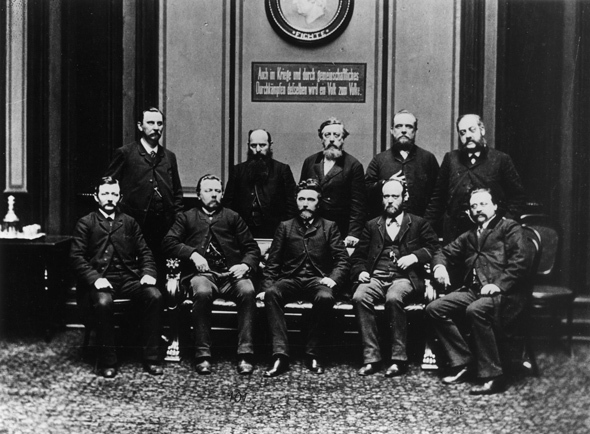
Le groupe parlementaire social-démocrate en 1889, un an avant l'abrogation de la loi (de gauche à droite, assis : Georg Schumacher, Friedrich Harm, August Bebel, Heinrich Meister, Karl Frohme. Debout: Johann Heinrich Wilhelm Dietz, August Kühn, Wilhelm Liebknecht, Karl Grillenberger, Paul Singer).

Le parti social-démocrate allemand est devenu le parti socialiste le plus influent à l'Internationale malgré la répression. Après la scission de l'internationale en 1872 et sa dissolution en 1876 à cause du conflit opposant l'aile anarchiste menée par Mikhaïl Bakounine à l'aile marxiste. Après la mort de Karl Marx en 1883, Liebknecht avec le soutien d'Engels tente de réunifier les différents partis et de reformer l'Internationale.
Le mouvement socialiste allemand est impliqué dans la fondation de l'Internationale ouvrière en 1889 à Paris. Lors du congrès fondateur qui a lieu du 14 au 20 juillet, sur 400 délégués de 20 États différents, 85 sont allemands, avec notamment August Bebel et Eduard Bernstein ainsi que Carl Legien comme représentant du mouvement syndical, ou Clara Zetkin, qui vit alors à Paris, pour les féministes. Liebknecht dirige la délégation allemande et copréside le congrès avec le socialiste français Édouard Vaillant.
L'influence croissante du SAP rend le maintien des lois intenable sur le long terme. Bismarck tente de rendre la loi permanente ou du moins de la renforcer, sans succès. Il propose notamment d'expulser et de faire déchoir de leur nationalité les socialistes allemands. La nouvelle victoire des socialistes aux élections joue un rôle important dans sa démission, demandée par le nouvel Empereur Guillaume II. Finalement, après un nouveau débat pour prolonger la loi durant lequel les députés sociaux-démocrates mettent en lumière les méthodes peu scrupuleuses de la police contre les socialistes, le Reichstag rejette la proposition lors du vote du 25 janvier 1890.
Les sociaux-démocrates continuent à gagner en influence après le retrait de la loi. Le SAP est renommé SPD en 1891 lors du congrès d'Erfurt. Les élections de 1912 marque un sommet : le parti récolte 34,8 % des voix et 110 mandats au Reichstag.
La loi laisse des traces dans la société allemande après 1890. Les gouvernements prussiens ou fédéraux tentent par la suite de remettre en place des mesures dirigées contre les socialistes. Par exemple en 1894 le Umsturzvorlage (projet de loi sur la révolution), la petite loi antisocialiste en Prusse en 1897 et le projet de loi sur les prisons (de) de 1899. Ce dernier projet vise à mettre en place un droit d'exception pour les ouvriers afin de limiter le pouvoir de négociations des syndicats et donc indirectement de la social-démocratie. Toutefois toutes ces propositions sont rejetées. Les sociaux-démocrates restent cependant encore longtemps considérés comme des ennemis de l'Empire, des personnes peu patriotiques. Ces accusations ressortent par exemple en 1907 lors des élections.
Le déclenchement de la Première Guerre mondiale en août 1914 marque une accalmie dans cette lutte contre la social-démocratie en Allemagne. La mobilisation générale fait dire à l'Empereur Guillaume II, commandant en chef des forces armées allemandes, qu'il n'y « a plus de partis, seulement des Allemands ». Le SPD est alors codirigé depuis la mort d'August Bebel en 1913 par Friedrich Ebert, avec Hugo Haase, qui est à la fois modéré et partisan de la voie réformatrice. Le groupe parlementaire du parti vote donc les crédits de guerre au parlement et mène la paix des forteresses, l'union sacrée côté allemand. En décembre 1914, Karl Liebknecht est le premier député social-démocrate à montrer son opposition à cette politique belliqueuse et refuse de voter pour des crédits militaires supplémentaires. En 1917, les opposants à la guerre au sein du SPD, qui soutient donc le gouvernement, décident de faire scission et fonde le Unabhängige Sozialdemokratische Partei Deutschlands (USPD, SPD indépendant). La révolution allemande de 1918-1919 et la fin de la monarchie voit la fondation le 1er janvier 1919 du Parti communiste d'Allemagne (KPD), qui est issu de l'aile gauche de l'USPD, dite Ligue spartakiste menée par Liebknecht et Rosa Luxemburg. La social-démocratie se scinde donc entre les partisans de la voie réformatrice et ceux de la voie révolutionnaire. L'USPD est tiraillé entre le SPD et le KPD et devient à partir de 1922 un parti de faible importance dans la république de Weimar.

## Citations
1. ↑  « Reichsfeind »
2. ↑  « Der Herr Minister mag sagen: ja, die Mittel reichen nicht, es muß außerdem noch etwas geschehen zur Bekämpfung der Agitation; aber, meine Herren, in dem Augenblick, wo Sie die eine Partei mundtodt machen, da machen Sie es doch ganz unmöglich, diese Partei zu bekämpfen, wenigstens wirksam zu bekämpfen in ihrer Agitation. Es wird ja diese ganze Kraft gelähmt, und doch müssen wir der Meinung sein, daß schließlich allein auf diesem Weg der Ueberzeugung diese Bewegung eingeschränkt werden kann. Es hilft nun einmal nichts, diese Bewegung muß auf demselben Wege wieder hinaus aus dem deutschen Volke, wo sie hineingekommen ist; ein anderer Weg führt nicht zum Ziel. »
3. ↑  « keine Parteien mehr, sondern nur noch Deutsche »